# ロシア杯
ロシア杯（Cup of Russia）は、ロシアで行われるフィギュアスケートの競技会。ISUグランプリシリーズを構成するフィギュアスケート競技会のひとつ。1995年に始まったISUチャンピオンシリーズ（ISUグランプリシリーズの前身）に翌1996年から組み込まれて現在に至る。
2009年よりスポンサー名を冠し、「ロステレコム杯(Rostelecom Cup)」という大会名になった。
2022年,2023年はロシアによるウクライナ侵攻の影響により開催中止となり、フィンランド・エスポーで代替開催された。2024/25シーズン、グランプリシリーズから外れた。

## 歴代メダリスト

### 男子シングル
| 年   | 開催地               | 金                         | 銀                         | 銅                               |
| ---- | -------------------- | -------------------------- | -------------------------- | -------------------------------- |
| 1996 | サンクトペテルブルク | アレクセイ・ウルマノフ     | アレクセイ・ヤグディン     | マイケル・ワイス                 |
| 1997 | サンクトペテルブルク | アレクセイ・ヤグディン     | エフゲニー・プルシェンコ   | ヴィアチェスラフ・ザゴロドニュク |
| 1998 | モスクワ             | アレクセイ・ウルマノフ     | エフゲニー・プルシェンコ   | アレクサンドル・アブト           |
| 1999 | サンクトペテルブルク | エフゲニー・プルシェンコ   | アレクサンドル・アブト     | 郭政新                           |
| 2000 | サンクトペテルブルク | エフゲニー・プルシェンコ   | イリヤ・クリムキン         | マシュー・サボイ                 |
| 2001 | サンクトペテルブルク | エフゲニー・プルシェンコ   | ロマン・セロフ             | イワン・ディネフ                 |
| 2002 | モスクワ             | エフゲニー・プルシェンコ   | 李成江                     | アレクサンドル・アブト           |
| 2003 | モスクワ             | エフゲニー・プルシェンコ   | 李成江                     | フレデリック・ダンビエ           |
| 2004 | モスクワ             | エフゲニー・プルシェンコ   | ジョニー・ウィアー         | 張民                             |
| 2005 | サンクトペテルブルク | エフゲニー・プルシェンコ   | ステファン・ランビエール   | ジョニー・ウィアー               |
| 2006 | モスクワ             | ブライアン・ジュベール     | ジョニー・ウィアー         | イリヤ・クリムキン               |
| 2007 | モスクワ             | ジョニー・ウィアー         | ステファン・ランビエール   | アンドレイ・グリアゼフ           |
| 2008 | モスクワ             | ブライアン・ジュベール     | トマシュ・ベルネル         | アルバン・プレオベール           |
| 2009 | モスクワ             | エフゲニー・プルシェンコ   | 小塚崇彦                   | アルチョム・ボロドゥリン         |
| 2010 | モスクワ             | トマシュ・ベルネル         | パトリック・チャン         | ジェレミー・アボット             |
| 2011 | モスクワ             | 羽生結弦                   | ハビエル・フェルナンデス   | ジェレミー・アボット             |
| 2012 | モスクワ             | パトリック・チャン         | 小塚崇彦                   | ミハル・ブジェジナ               |
| 2013 | モスクワ             | 町田樹                     | マキシム・コフトゥン       | ハビエル・フェルナンデス         |
| 2014 | モスクワ             | ハビエル・フェルナンデス   | セルゲイ・ボロノフ         | ミハル・ブジェジナ               |
| 2015 | モスクワ             | ハビエル・フェルナンデス   | アディアン・ピトキーエフ   | ロス・マイナー                   |
| 2016 | モスクワ             | ハビエル・フェルナンデス   | 宇野昌磨                   | オレクシイ・ビチェンコ           |
| 2017 | モスクワ             | ネイサン・チェン           | 羽生結弦                   | ミハイル・コリヤダ               |
| 2018 | モスクワ             | 羽生結弦                   | モリス・クヴィテラシヴィリ | 友野一希                         |
| 2019 | モスクワ             | アレクサンドル・サマリン   | ドミトリー・アリエフ       | マカール・イグナトフ             |
| 2020 | モスクワ             | ミハイル・コリヤダ         | モリス・クヴィテラシヴィリ | ピョートル・グメンニク           |
| 2021 | ソチ                 | モリス・クヴィテラシヴィリ | ミハイル・コリヤダ         | 友野一希                         |
| 2022 | 非開催               | 非開催                     | 非開催                     | 非開催                           |
| 2023 | 非開催               | 非開催                     | 非開催                     | 非開催                           |

### 女子シングル
| 年   | 開催地               | 金                             | 銀                             | 銅                           |
| ---- | -------------------- | ------------------------------ | ------------------------------ | ---------------------------- |
| 1996 | サンクトペテルブルク | イリーナ・スルツカヤ           | ユリア・ラウトワ               | オルガ・マルコワ             |
| 1997 | サンクトペテルブルク | イリーナ・スルツカヤ           | オルガ・マルコワ               | スルヤ・ボナリー             |
| 1998 | モスクワ             | エレーナ・ソコロワ             | ユリア・ソルダトワ             | イリーナ・スルツカヤ         |
| 1999 | サンクトペテルブルク | イリーナ・スルツカヤ           | ユリア・ソルダトワ             | エレーナ・ソコロワ           |
| 2000 | サンクトペテルブルク | イリーナ・スルツカヤ           | エレーナ・ソコロワ             | サラ・ヒューズ               |
| 2001 | サンクトペテルブルク | イリーナ・スルツカヤ           | ビクトリア・ボルチコワ         | アンジェラ・ニコディノフ     |
| 2002 | モスクワ             | ビクトリア・ボルチコワ         | サーシャ・コーエン             | イリーナ・スルツカヤ         |
| 2003 | モスクワ             | エレーナ・リアシェンコ         | カロリーナ・コストナー         | ガリーナ・マニアチェンコ     |
| 2004 | モスクワ             | イリーナ・スルツカヤ           | 荒川静香                       | シェベシュチェーン・ユーリア |
| 2005 | サンクトペテルブルク | イリーナ・スルツカヤ           | 安藤美姫                       | 恩田美栄                     |
| 2006 | モスクワ             | サラ・マイアー                 | シェベシュチェーン・ユーリア   | 恩田美栄                     |
| 2007 | モスクワ             | 金妍兒                         | 中野友加里                     | ジョアニー・ロシェット       |
| 2008 | モスクワ             | カロリーナ・コストナー         | レイチェル・フラット           | 村主章枝                     |
| 2009 | モスクワ             | 安藤美姫                       | アシュリー・ワグナー           | アリョーナ・レオノワ         |
| 2010 | モスクワ             | 安藤美姫                       | 鈴木明子                       | アシュリー・ワグナー         |
| 2011 | モスクワ             | 浅田真央                       | アリョーナ・レオノワ           | アデリナ・ソトニコワ         |
| 2012 | モスクワ             | キーラ・コルピ                 | グレイシー・ゴールド           | アグネス・ザワツキー         |
| 2013 | モスクワ             | ユリア・リプニツカヤ           | カロリーナ・コストナー         | 長洲未来                     |
| 2014 | モスクワ             | 本郷理華                       | アンナ・ポゴリラヤ             | アレーヌ・シャルトラン       |
| 2015 | モスクワ             | エレーナ・ラジオノワ           | エフゲニア・メドベージェワ     | アデリナ・ソトニコワ         |
| 2016 | モスクワ             | アンナ・ポゴリラヤ             | エレーナ・ラジオノワ           | コートニー・ヒックス         |
| 2017 | モスクワ             | エフゲニア・メドベージェワ     | カロリーナ・コストナー         | 樋口新葉                     |
| 2018 | モスクワ             | アリーナ・ザギトワ             | ソフィア・サモドゥロワ         | イム・ウンス                 |
| 2019 | モスクワ             | アレクサンドラ・トゥルソワ     | エフゲニア・メドベージェワ     | マライア・ベル               |
| 2020 | モスクワ             | エリザベータ・トゥクタミシェワ | アリョーナ・コストルナヤ       | アナスタシア・グリャコワ     |
| 2021 | ソチ                 | カミラ・ワリエワ               | エリザベータ・トゥクタミシェワ | マイア・フロミフ             |
| 2022 | 非開催               | 非開催                         | 非開催                         | 非開催                       |
| 2023 | 非開催               | 非開催                         | 非開催                         | 非開催                       |

### ペア
| 年   | 開催地               | 金                                                      | 銀                                                    | 銅                                                      |
| ---- | -------------------- | ------------------------------------------------------- | ----------------------------------------------------- | ------------------------------------------------------- |
| 1996 | サンクトペテルブルク | マンディ・ベッツェル and インゴ・シュトイアー           | マリナ・エルツォワ and アンドレイ・ブシュコフ         | オクサナ・カザコワ and アルトゥール・ドミトリエフ       |
| 1997 | サンクトペテルブルク | マリナ・エルツォワ and アンドレイ・ブシュコフ           | エフゲーニヤ・シシコワ and ヴァディム・ナウモフ       | Marie Savard-Gagnon and Luc Bradet                      |
| 1998 | モスクワ             | エレーナ・ベレズナヤ and アントン・シハルリドゼ         | 申雪 and 趙宏博                                       | 伊奈恭子 and ジョン・ジマーマン                         |
| 1999 | サンクトペテルブルク | マリア・ペトロワ and アレクセイ・ティホノフ             | 申雪 and 趙宏博                                       | タチアナ・トトミアニナ and マキシム・マリニン           |
| 2000 | サンクトペテルブルク | エレーナ・ベレズナヤ and アントン・シハルリドゼ         | 申雪 and 趙宏博                                       | ドロタ・ザゴルスカ and マリウス・シュデク               |
| 2001 | サンクトペテルブルク | エレーナ・ベレズナヤ and アントン・シハルリドゼ         | マリア・ペトロワ and アレクセイ・ティホノフ           | サラ・アビトボル and ステファン・ベルナディス           |
| 2002 | モスクワ             | 申雪 and 趙宏博                                         | マリア・ペトロワ and アレクセイ・ティホノフ           | ユリア・オベルタス and セルゲイ・スラフノフ             |
| 2003 | モスクワ             | タチアナ・トトミアニナ and マキシム・マリニン           | 龐清 and 佟健                                         | 張丹 and 張昊                                           |
| 2004 | モスクワ             | 張丹 and 張昊                                           | ユリア・オベルタス and セルゲイ・スラフノフ           | アリオナ・サフチェンコ and ロビン・ゾルコーヴィ         |
| 2005 | サンクトペテルブルク | タチアナ・トトミアニナ and マキシム・マリニン           | ユリア・オベルタス and セルゲイ・スラフノフ           | ドロタ・ザゴルスカ and マリウス・シュデク               |
| 2006 | モスクワ             | アリオナ・サフチェンコ and ロビン・ゾルコーヴィ         | マリア・ペトロワ and アレクセイ・ティホノフ           | 川口悠子 and アレクサンドル・スミルノフ                 |
| 2007 | モスクワ             | 張丹 and 張昊                                           | アリオナ・サフチェンコ and ロビン・ゾルコーヴィ       | 川口悠子 and アレクサンドル・スミルノフ                 |
| 2008 | モスクワ             | 張丹 and 張昊                                           | 川口悠子 and アレクサンドル・スミルノフ               | タチアナ・ボロソジャル and スタニスラフ・モロゾフ       |
| 2009 | モスクワ             | 龐清 and 佟健                                           | 川口悠子 and アレクサンドル・スミルノフ               | キオーナ・マクラフリン and ロックニ・ブルーベイカー     |
| 2010 | モスクワ             | 川口悠子 and アレクサンドル・スミルノフ                 | 高橋成美 and マーヴィン・トラン                       | アマンダ・エボラ and マーク・ラドウィッグ               |
| 2011 | モスクワ             | アリオナ・サフチェンコ and ロビン・ゾルコーヴィ         | 川口悠子 and アレクサンドル・スミルノフ               | ステファニア・ベルトン and オンドレイ・ホタレック       |
| 2012 | モスクワ             | タチアナ・ボロソジャル and マキシム・トランコフ         | ベラ・バザロワ and ユーリ・ラリオノフ                 | ケイディー・デニー and ジョン・コフリン                 |
| 2013 | モスクワ             | アリオナ・サフチェンコ and ロビン・ゾルコーヴィ         | ベラ・バザロワ and ユーリ・ラリオノフ                 | カーステン・ムーア＝タワーズ and ディラン・モスコビッチ |
| 2014 | モスクワ             | クセニヤ・ストルボワ and ヒョードル・クリモフ           | エフゲーニヤ・タラソワ and ウラジミール・モロゾフ     | クリスティーナ・アスタホワ and アレクセイ・ロゴノフ     |
| 2015 | モスクワ             | クセニヤ・ストルボワ and ヒョードル・クリモフ           | 川口悠子 and アレクサンドル・スミルノフ               | 彭程 and 張昊                                           |
| 2016 | モスクワ             | アリオナ・サフチェンコ and ブリュノ・マッソ             | ナタリア・ザビアコ and アレクサンドル・エンベルト     | クリスティーナ・アスタホワ and アレクセイ・ロゴノフ     |
| 2017 | モスクワ             | エフゲーニヤ・タラソワ and ウラジミール・モロゾフ       | クセニヤ・ストルボワ and ヒョードル・クリモフ         | クリスティーナ・アスタホワ and アレクセイ・ロゴノフ     |
| 2018 | モスクワ             | エフゲーニヤ・タラソワ and ウラジミール・モロゾフ       | ニコーレ・デラ・モニカ and マッテオ・グアリーゼ       | ミリアム・ツィーグラー and セヴェリン・キーファー       |
| 2019 | モスクワ             | アレクサンドラ・ボイコワ and ドミトリー・コズロフスキー | エフゲーニヤ・タラソワ and ウラジミール・モロゾフ     | ミネルヴァ・ファビアン・ハーゼ and ノーラン・ジーゲルト |
| 2020 | モスクワ             | アレクサンドラ・ボイコワ and ドミトリー・コズロフスキー | アナスタシヤ・ミーシナ and アレクサンドル・ガリャモフ | アポリナリア・パンフィロワ and ドミトリー・リロフ       |
| 2021 | ソチ                 | アナスタシヤ・ミーシナ andアレクサンドル・ガリャモフ    | Daria PAVLIUCHENKO andDenis KHODYKIN                  | Iasmina KADYROVA andIvan BALCHENKO                      |
| 2022 | 非開催               | 非開催                                                  | 非開催                                                | 非開催                                                  |
| 2023 | 非開催               | 非開催                                                  | 非開催                                                | 非開催                                                  |

### アイスダンス
| 年   | 開催地               | 金                                                    | 銀                                                | 銅                                                        |
| ---- | -------------------- | ----------------------------------------------------- | ------------------------------------------------- | --------------------------------------------------------- |
| 1996 | サンクトペテルブルク | アンジェリカ・クリロワ and オレグ・オフシアンニコフ   | イリーナ・ロバチェワ and イリヤ・アベルブフ       | エリザベス・プンサラン and ジェロード・スワロー           |
| 1997 | サンクトペテルブルク | アンジェリカ・クリロワ and オレグ・オフシアンニコフ   | イリーナ・ロバチェワ and イリヤ・アベルブフ       | タチアナ・ナフカ and ニコライ・モロゾフ                   |
| 1998 | モスクワ             | アンジェリカ・クリロワ and オレグ・オフシアンニコフ   | イリーナ・ロバチェワ and イリヤ・アベルブフ       | タチアナ・ナフカ and ロマン・コストマロフ                 |
| 1999 | サンクトペテルブルク | バーバラ・フーザル＝ポリ and マウリツィオ・マルガリオ | シェイ＝リーン・ボーン and ヴィクター・クラーツ   | シルヴィア・ノヴァク and セバスチアン・コラシンスキー     |
| 2000 | サンクトペテルブルク | バーバラ・フーザル＝ポリ and マウリツィオ・マルガリオ | イリーナ・ロバチェワ and イリヤ・アベルブフ       | ガリト・チャイト and セルゲイ・サフノフスキー             |
| 2001 | サンクトペテルブルク | バーバラ・フーザル＝ポリ and マウリツィオ・マルガリオ | ガリト・チャイト and セルゲイ・サフノフスキー     | エレーナ・グルシナ and ルスラン・ゴンチャロフ             |
| 2002 | モスクワ             | イリーナ・ロバチェワ and イリヤ・アベルブフ           | タチアナ・ナフカ and ロマン・コストマロフ         | アルベナ・デンコヴァ and マキシム・スタビスキー           |
| 2003 | モスクワ             | タチアナ・ナフカ and ロマン・コストマロフ             | タニス・ベルビン and ベンジャミン・アゴスト       | ガリト・チャイト and セルゲイ・サフノフスキー             |
| 2004 | モスクワ             | タチアナ・ナフカ and ロマン・コストマロフ             | エレーナ・グルシナ and ルスラン・ゴンチャロフ     | フェデリカ・ファイエラ and マッシモ・スカリ               |
| 2005 | サンクトペテルブルク | タチアナ・ナフカ and ロマン・コストマロフ             | ガリト・チャイト and セルゲイ・サフノフスキー     | オクサナ・ドムニナ and マキシム・シャバリン               |
| 2006 | モスクワ             | タニス・ベルビン and ベンジャミン・アゴスト           | オクサナ・ドムニナ and マキシム・シャバリン       | イザベル・ドロベル and オリヴィエ・シェーンフェルダー     |
| 2007 | モスクワ             | オクサナ・ドムニナ and マキシム・シャバリン           | ナタリー・ペシャラ and ファビアン・ブルザ         | アンナ・ザドロズニュク and セルゲイ・ベルビーロ           |
| 2008 | モスクワ             | ヤナ・ホフロワ and セルゲイ・ノビツキー               | オクサナ・ドムニナ and マキシム・シャバリン       | メリル・デイヴィス and チャーリー・ホワイト               |
| 2009 | モスクワ             | メリル・デイヴィス and チャーリー・ホワイト           | アンナ・カッペリーニ and ルカ・ラノッテ           | エカテリーナ・ルブリョーワ and イワン・シェフェル         |
| 2010 | モスクワ             | エカテリーナ・ボブロワ and ドミトリー・ソロビエフ     | ホフマン・ノーラ and マキシム・ザボジン           | エレーナ・イリニフ and ニキータ・カツァラポフ             |
| 2011 | モスクワ             | メリル・デイヴィス and チャーリー・ホワイト           | ケイトリン・ウィーバー and アンドリュー・ポジェ   | エカテリーナ・ボブロワ and ドミトリー・ソロビエフ         |
| 2012 | モスクワ             | テッサ・ヴァーチュ and スコット・モイア               | エレーナ・イリニフ and ニキータ・カツァラポフ     | ヴィクトリヤ・シニツィナ and ルスラン・ジガンシン         |
| 2013 | モスクワ             | エカテリーナ・ボブロワ and ドミトリー・ソロビエフ     | ケイトリン・ウィーバー and アンドリュー・ポジェ   | マディソン・チョック and エヴァン・ベイツ                 |
| 2014 | モスクワ             | マディソン・チョック and エヴァン・ベイツ             | エレーナ・イリニフ and ルスラン・ジガンシン       | ペニー・クームズ and ニコラス・バックランド               |
| 2015 | モスクワ             | ケイトリン・ウィーバー and アンドリュー・ポジェ       | アンナ・カッペリーニ and ルカ・ラノッテ           | ヴィクトリヤ・シニツィナ and ニキータ・カツァラポフ       |
| 2016 | モスクワ             | エカテリーナ・ボブロワ and ドミトリー・ソロビエフ     | マディソン・チョック and エヴァン・ベイツ         | ケイトリン・ウィーバー and アンドリュー・ポジェ           |
| 2017 | モスクワ             | マイア・シブタニ and アレックス・シブタニ             | エカテリーナ・ボブロワ and ドミトリー・ソロビエフ | アレクサンドラ・ステパノワ and イワン・ブキン             |
| 2018 | モスクワ             | アレクサンドラ・ステパノワ and イワン・ブキン         | サラ・ウルタド and キリル・ハリャヴィン           | クリスティーナ・カレイラ and アンソニー・ポノマレンコ     |
| 2019 | モスクワ             | ヴィクトリヤ・シニツィナ and ニキータ・カツァラポフ   | パイパー・ギレス and ポール・ポワリエ             | サラ・ウルタド and キリル・ハリャヴィン                   |
| 2020 | モスクワ             | ヴィクトリヤ・シニツィナ and ニキータ・カツァラポフ   | ティファニー・ザホースキ and ジョナサン・ゲレイロ | アナスタシヤ・スコプツォワ and キリル・アリョーシン       |
| 2021 | ソチ                 | ヴィクトリヤ・シニツィナ and ニキータ・カツァラポフ   | シャルレーヌ・ギニャール and マルコ・ファッブリ   | ロランス・フルニエ・ボードリー and ニゴライ・サアアンスン |
| 2022 | 非開催               | 非開催                                                | 非開催                                            | 非開催                                                    |
| 2023 | 非開催               | 非開催                                                | 非開催                                            | 非開催                                                    |